# 西蒙·波卡涅拉 (歌剧)
《西蒙·波卡涅拉》（義大利語：Simon Boccanegra）是朱塞佩·威尔第创作的包括前序的三幕歌剧，歌词作家为弗朗切斯科·马里亚·皮亚韦。歌词基于安东尼奥·加西亚·古铁雷斯在1843年创作的剧本。威尔第1853年创作的歌剧《游吟诗人》也是基于他写作的剧本。
《西蒙·波卡涅拉》于1857年3月12日在威尼斯鳳凰劇院首演。虽然评论有一点鼓励，但由于原剧本复杂的情节和观众平淡的反应，该歌剧在1866年之后不再受到喜爱。后来23年之后，威尔第的出版商劝说他去修改此歌剧，而歌词将于阿里格·博伊托来修改。博伊托渴望与年老的威尔第在最终成为歌剧《奧泰羅》的项目中合作，但当时威尔第还未完全承诺该项目。
修改过的歌剧版本于1881年3月24日在米兰斯卡拉大劇院首演。现今经常演出的就是这个版本。

## 剧情简介
14世纪的热那亚共和国的平民和贵族两个阶层在竞选总督。平民集团希望一个德高望重的领导，于是找到了曾在海上打败非洲海盗的波卡涅拉。波卡涅拉与贵族的女儿相爱，却不被允许，贵族女儿抑郁而死，他和贵族女儿所生的私生女被送到渔民家，并在后来失踪。
25年后，在波卡涅拉的治理下，热那亚社会和谐、经济发达。当年帮助波卡涅拉竞选的人看上了一个贵族女子。波卡涅拉与她交谈后，发现此女子就是他的私生女。几十年前的历史似乎又要重演。